# 萧元 (1924年)
萧元（1924年10月—2013年11月8日），曾用名张永魁、张光然，男，河南南阳人，中华人民共和国政治人物，曾任天津市政协副主席，第七届全国政协委员。